# Avenue Vincent-d'Indy (Paris)
Pour les articles homonymes, voir Avenue Vincent-d'Indy.
L'avenue Vincent-d'Indy est une voie du 12e arrondissement de Paris.

## Situation et accès
L'avenue Vincent-d'Indy, située dans le quartier du Bel-Air, débute rue Jules-Lemaître et avenue Maurice-Ravel et se termine au no 6, avenue Courteline.
Elle est accessible par la ligne 3a du tramway aux arrêts Alexandra David-Néel et Montempoivre ainsi que par la ligne de métro 1 à la station Porte de Vincennes.

## Origine du nom
Elle doit son nom au compositeur français Vincent d'Indy (1851-1931).

## Historique
L'avenue a été ouverte, sous sa dénomination actuelle, en 1938 sur l'emplacement de l'enceinte de Thiers et de La Zone.
Elle fut créée pour donner accès à l'arrière du bloc des habitations à bon marché (HBM) que la ville de Paris a fait construire à cette époque dans le secteur tout au long des boulevards des Maréchaux. Dans les années 1960, le côté est de la rue, reliquat de La Zone, est profondément restructuré avec la construction du collège Vincent-d'Indy (aujourd'hui collège Germaine-Tillion), qui sera totalement reconstruit en 1987-1988 sur les plans de l'architecte Claude Parent.
La voie était incluse dans la ZAC Porte-de-Vincennes.

## Bâtiments remarquables et lieux de mémoire
- L'écrivain Colette fait mention d'une « rue d'Indy » — où l'une des héroïnes prend des thés — dans son roman Claudine s'en va paru en 1903 et écrit avec Willy, lequel était un ami du compositeur et le soutint dans ses articles. L'anticipation d'une telle rue, alors fictive (Vincent d'Indy meurt en 1931 et la voie ne sera dénommée qu'en 1938), est un hommage amical et littéraire au musicien[4].

- Le collège Vincent-d'Indy au no 8, datant des années 1960, est reconstruit en 1988 sur les plans de l'architecte Claude Parent. En 2013, le collège est renommé du nom de Germaine Tillion, procédure exceptionnelle pour un établissement public, par décision du Conseil de Paris (après consultation du rectorat de Paris) sur proposition, faite en 2010, des élus communistes Alexis Corbière et Ian Brossat, au double motif d'une part d'un engagement anti-dreyfusard au sein de la Ligue de la patrie française (LPF) et des positions antisémites (entre 1900 et 1931) du compositeur et d'autre part de la proximité du lieu de résidence, à Saint-Mandé, de la résistante et ethnologue Germaine Tillion[5].

Entrée du collège Germaine-Tillion (ex-Vincent-d'Indy).
Entrée du collège Germaine-Tillion (ex-Vincent-d'Indy).